# アリー・ブン・イーサー・アストルラービー
アリー・ブン・イーサー・アストルラービー（アラビア語: علي بن عيسى الأسطرلابي, ラテン文字転写: ʿAlī b. ʿĪsā al-Asṭurlābī; 生没年不詳）は、9世紀の天文学者、地理学者。「アストルラービー」は職業や生業に由来するニスバであり、この人物がアストルラーブを含む天文器械を製作する職人でもあったことを示唆する。アストルラービーには Risālat al-‘amal fī-l-‘asṭurlāb（天文器械製作論）という題名の著作がある。著作の中でアストルラービーは占星術を批判している。
アッバース朝カリフ・マアムーンの宮廷には数多くの科学者が集まって、一種のアカデミーを構成していた。カリフはあるとき、科学者らに地球の大きさを問うた。そのための観測がヒジュラ暦214年（西暦829年-830年）にバグダードで（一説によるとスィンジャール山地で）、ヒジュラ暦217年（西暦832年-833年）にダマスクスで行われた。アストルラービーはこのときの観測に、サナド・ブン・アリー、マルワッルーズィー、アッバース・ブン・サイード・ジャウハリー、ヤフヤー・ブン・アビー・マンスールらとともに参加した。観測はサナドがまとめ役で、アストルラービーは大掛かりな四分儀を使用して観測する役目を担った。アストルラービーは観測後にまとめられた『マアムーン天文表』の作成にも関わったものと推定されている。